# Araukánie
Araukánie (Araucanía) je jedním z chilských regionů. Sousedí na severu s regionem Bío-Bío, na jihu s regionem Los Ríos. Na východě je ohraničen státní hranicí s Argentinou, na západě Pacifikem. Zabírá 4,21 % rozlohy celého Chile a žije zde 5,67 % chilské populace.
Hlavním městem je Temuco s 250 000 obyvateli; okolo 50 000 obyvatel mají města Villarrica a Angol. Nachází se zde mnoho chráněných území, např. národní parky Tolhuaca, Nahuelbuta, Huerquehue, Conguillío a Villarrica.

## Administrativní dělení regionu
Region se dále dělí na 2 provincie (provincie Cautín, hlavní město Temuco; provincie Malleco, hlavní město Angol) a dále na 32 komun.
| \| Provincie \| Komuna \| \| ----------------- \| ------------------ \| \| Provincie Cautín \| 1 Carahue \| \| Provincie Cautín \| 2 Cholchol \| \| Provincie Cautín \| 3 Cunco \| \| Provincie Cautín \| 4 Curarrehue \| \| Provincie Cautín \| 5 Freire \| \| Provincie Cautín \| 6 Galvarino \| \| Provincie Cautín \| 7 Gorbea \| \| Provincie Cautín \| 8 Lautaro \| \| Provincie Cautín \| 9 Loncoche \| \| Provincie Cautín \| 10 Melipeuco \| \| Provincie Cautín \| 11 Nueva Imperial \| \| Provincie Cautín \| 12 Padre Las Casas \| \| Provincie Cautín \| 13 Perquenco \| \| Provincie Cautín \| 14 Pitrufquén \| \| Provincie Cautín \| 15 Pucón \| \| Provincie Cautín \| 16 Saavedra \| \| Provincie Cautín \| 17 Temuco \| \| Provincie Cautín \| 18 Teodoro Schmidt \| \| Provincie Cautín \| 19 Toltén \| \| Provincie Cautín \| 20 Vilcún \| \| Provincie Cautín \| 21 Villarrica \| \| Provincie Malleco \| 22 Angol \| \| Provincie Malleco \| 23 Collipulli \| \| Provincie Malleco \| 24 Curacautín \| \| Provincie Malleco \| 25 Ercilla \| \| Provincie Malleco \| 26 Lonquimay \| \| Provincie Malleco \| 27 Los Sauces \| \| Provincie Malleco \| 28 Lumaco \| \| Provincie Malleco \| 29 Purén \| \| Provincie Malleco \| 30 Renaico \| \| Provincie Malleco \| 31 Traiguén \| \| Provincie Malleco \| 32 Victoria \| |                    |
| Provincie | Komuna             |
| Provincie Cautín | 1 Carahue          |
| Provincie Cautín | 2 Cholchol         |
| Provincie Cautín | 3 Cunco            |
| Provincie Cautín | 4 Curarrehue       |
| Provincie Cautín | 5 Freire           |
| Provincie Cautín | 6 Galvarino        |
| Provincie Cautín | 7 Gorbea           |
| Provincie Cautín | 8 Lautaro          |
| Provincie Cautín | 9 Loncoche         |
| Provincie Cautín | 10 Melipeuco       |
| Provincie Cautín | 11 Nueva Imperial  |
| Provincie Cautín | 12 Padre Las Casas |
| Provincie Cautín | 13 Perquenco       |
| Provincie Cautín | 14 Pitrufquén      |
| Provincie Cautín | 15 Pucón           |
| Provincie Cautín | 16 Saavedra        |
| Provincie Cautín | 17 Temuco          |
| Provincie Cautín | 18 Teodoro Schmidt |
| Provincie Cautín | 19 Toltén          |
| Provincie Cautín | 20 Vilcún          |
| Provincie Cautín | 21 Villarrica      |
| Provincie Malleco | 22 Angol           |
| Provincie Malleco | 23 Collipulli      |
| Provincie Malleco | 24 Curacautín      |
| Provincie Malleco | 25 Ercilla         |
| Provincie Malleco | 26 Lonquimay       |
| Provincie Malleco | 27 Los Sauces      |
| Provincie Malleco | 28 Lumaco          |
| Provincie Malleco | 29 Purén           |
| Provincie Malleco | 30 Renaico         |
| Provincie Malleco | 31 Traiguén        |
| Provincie Malleco | 32 Victoria        |

## Fotogalerie

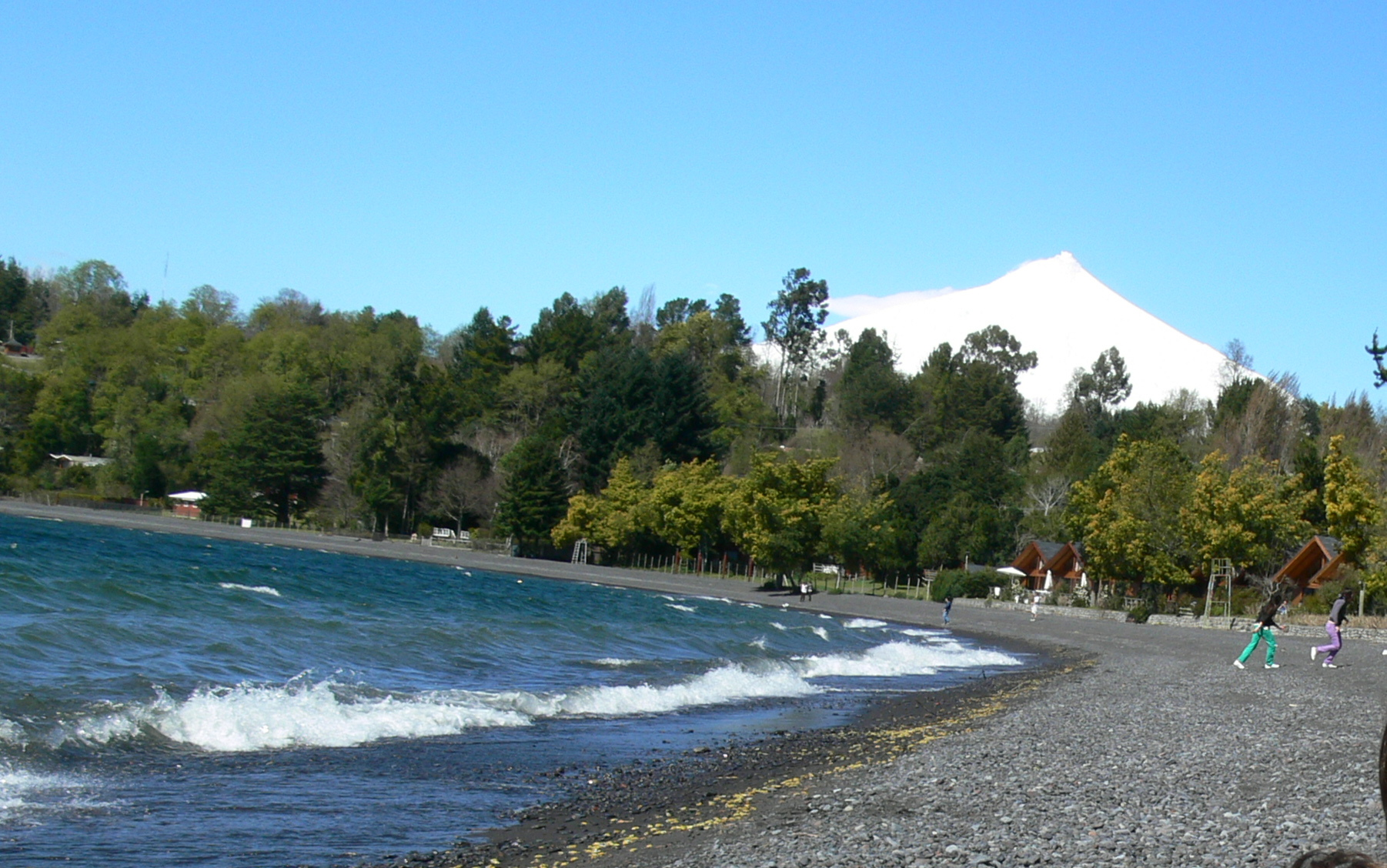
Pláž Molco
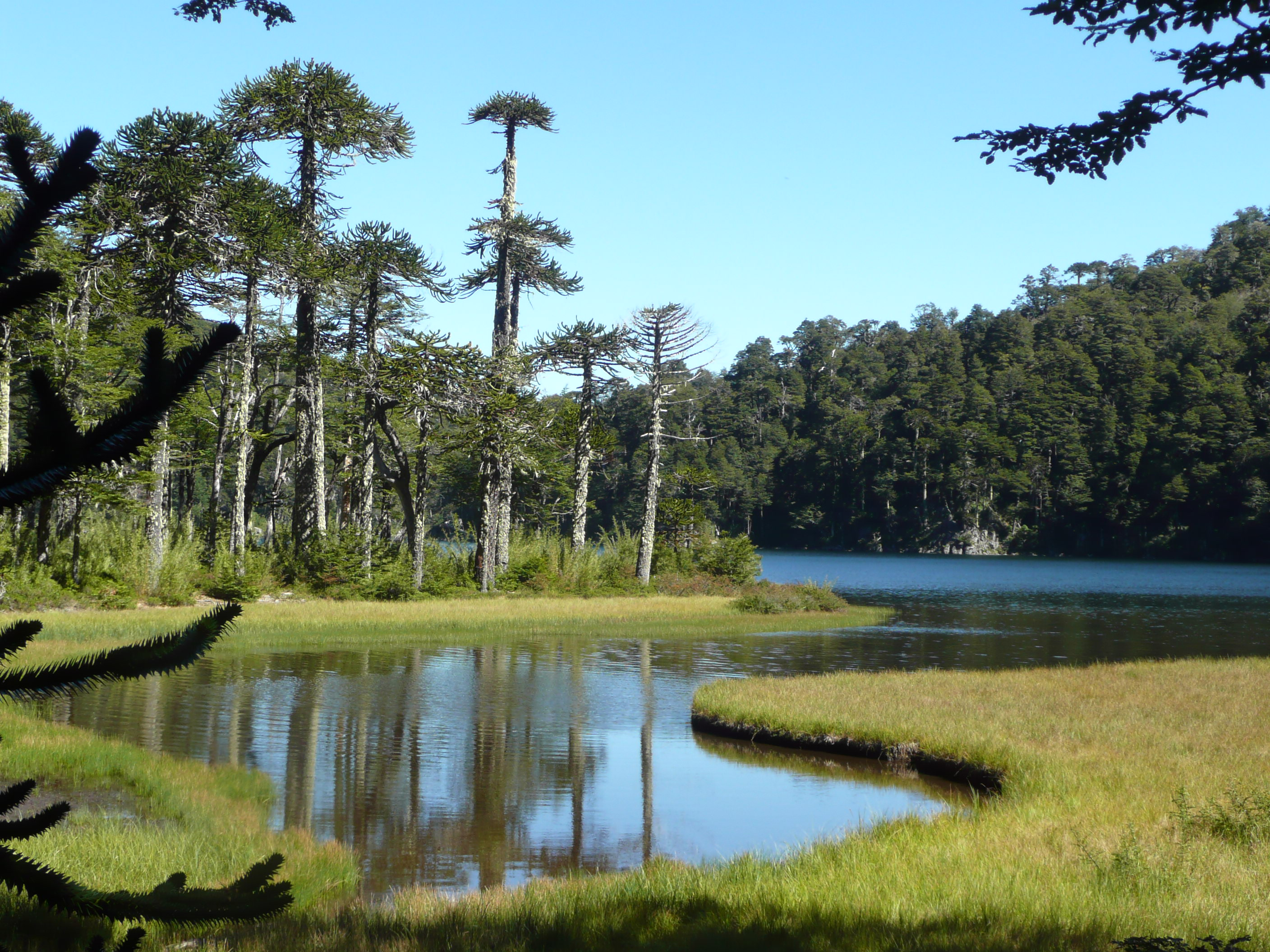
Národní park Huerquehue
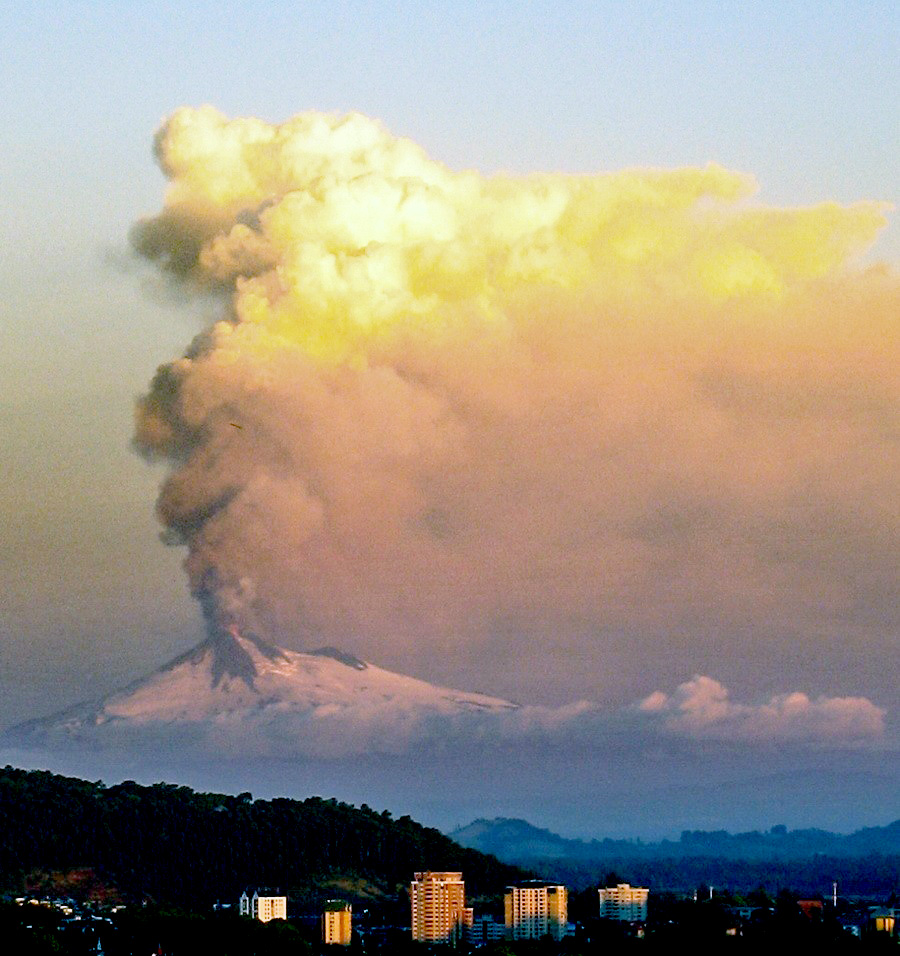
Erupce sopky Llaima
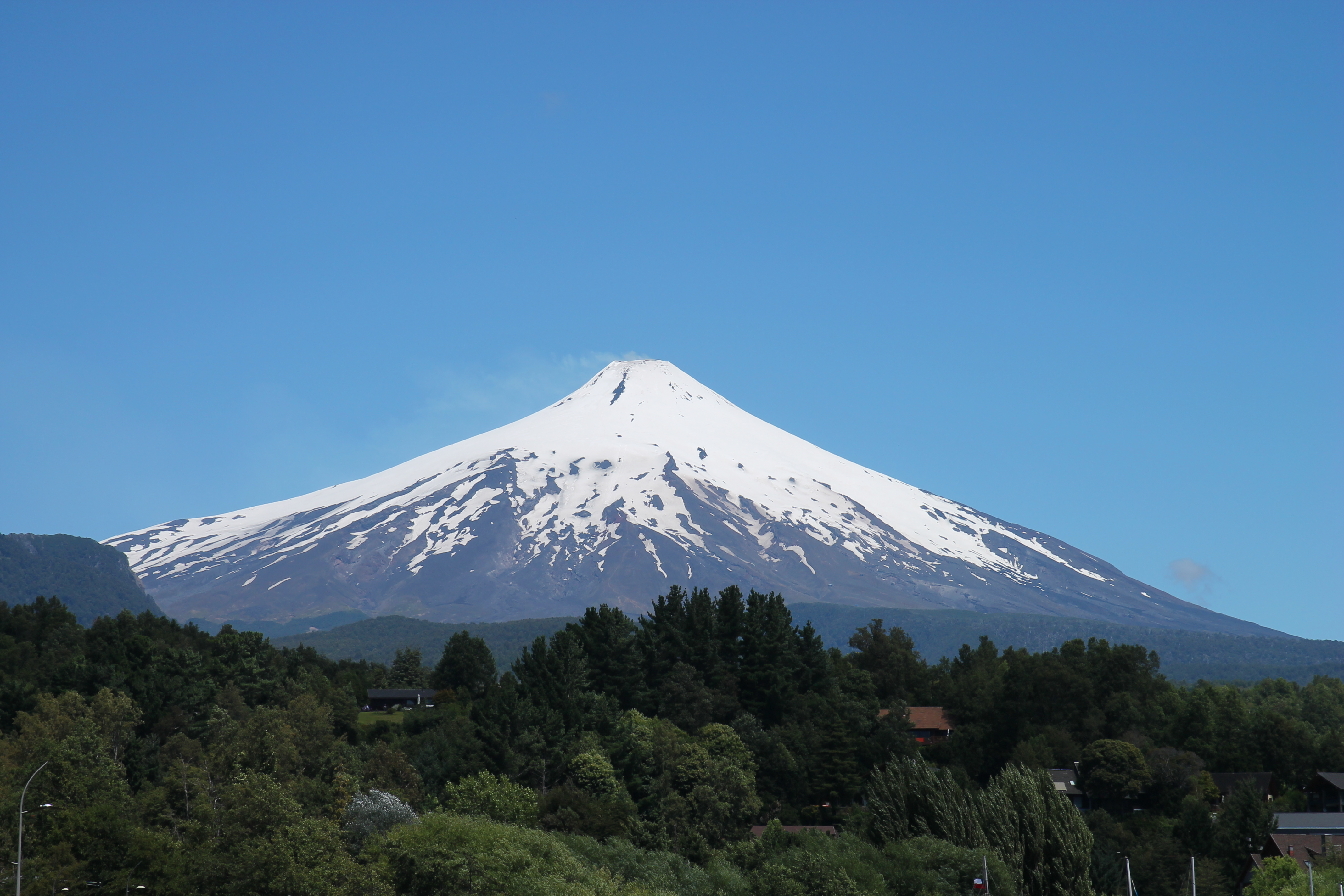
Sopka Villarrica